# Armia Pokojowego Budowania Narodu

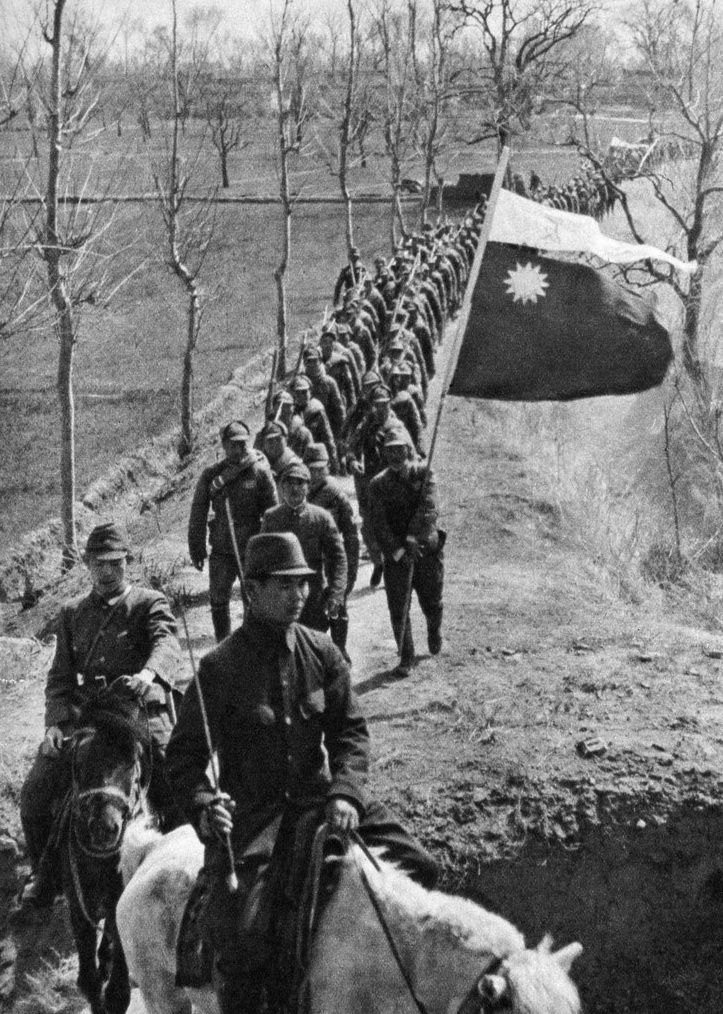
Liu Changyi na czele Narodowej Armii Ocalenia Henanu, zreorganizowanej w czerwcu 1940 roku w 21 Dywizję Armii Pokojowego Budowania Narodu

Armia Pokojowego Budowania Narodu (chiń. 和平建國軍) – chińska kolaboracyjna formacja zbrojna podporządkowana marionetkowemu rządowi w Nankinie podczas wojny chińsko-japońskiej (1937–1945) i II wojny światowej.
Siły te były powszechnie znane w Chinach po prostu jako oddziały marionetkowe, ale na przestrzeni swojego istnienia nosiły różne nazwy, w zależności od konkretnej jednostki i przynależności, na przykład Armia Rządu Tymczasowego lub Armia Nankińska. Szacuje się, że łącznie wszystkie chińskie siły projapońskie liczyły około 683 000 żołnierzy.

## Rząd Tymczasowy
Pierwotnie Japończycy nie pozwolili Tymczasowemu Rządowi Republiki Chińskiej pod kierownictwem Wang Kemina na posiadanie własnej armii i zamiast tego polegali na 5000-osobowej policji do zapewniania bezpieczeństwa publicznego i walki z przestępczością pospolitą. W maju 1938 roku podjęto jednak kroki w kierunku utworzenia prawdziwej armii dla nowego rządu, otwierając akademię wojskową w Pekinie, początkowo przyjmując stu kadetów na roczny kurs. W lutym 1939 roku otwarto szkołę dla podoficerów, w której tysiąc kadetów przeszło sześciomiesięczne szkolenie wojskowe. Rząd Tymczasowy chciał osiągnąć docelową liczebność 13 200 żołnierzy podzielonych na 8 pułków piechoty, z których sześć miało zostać sformowanych w brygady, dowodzone przez chińskiego generała majora i japońskiego doradcę. Oprócz absolwentów akademii, którym nadawano stopnie porucznika lub podporucznika, w ich szeregach znaleźli się również byli oficerowie armii Kuomintangu i dowódct watażków. Ponadto utworzono również 400-osobową jednostkę osobistej ochrony Wang Kemina.
Ordre de bataille Armii Rządu Tymczasowego było następujące: 
- 1 Brygada „Pekin” (gen. mjr Liu Fengzhi)
- 1 Pułk (Peking)
- 2 Pułk (Tongzhou)
- 2 Brygada „Baoding” (gen. mjr Huang Nanbeng)
- 3 Pułk (Paotingfu)
- 4 Pułk (Chengtingfu)
- 3 Brygada „Kaiping” (gen. mjr Lu Zhensheng)
- 5 Pułk (Kaiping)
- 6 Pułk (Tangshan)
- 7 Samodzielny Pułk „Tiencin” (płk Sun Zhizhang)
- 8 Samodzielny Pułk „Jinan” (płk Ma Wenzhi).

## Rząd Reformowany
Słabo zorganizowany Rząd Reformowany Republiki Chińskiej, zarządzający strefami okupowanymi w środkowych Chinach, stworzył minimalną siłę zbrojną o relatywnie niskiej zdolności bojowej. W grudniu 1938 roku minister pacyfikacji Ren Yuandao ogłosił, że jego armia liczy 10 000 żołnierzy. Utworzono akademię wojskową z 320 kadetami w wieku od 18 do 25 lat, z zamiarem stworzenia nowej klasy oficerskiej, „nieskażonej” wcześniejszą służbą w Narodowej Armii Rewolucyjnej i całkowicie lojalnej wobec Rządu Reformowanego. Roczny kurs szkoleniowy prowadzili japońscy oficerowie. Jednak szkolenie zostało przerwane, ponieważ rozbudowana armia, która w listopadzie 1939 roku liczyła 30 000 ludzi, potrzebowała zbyt wielu oficerów. Jakość tej armii była bardzo niska, ponieważ raporty wskazywały, że żołnierze Rządu Reformowanego uciekali przed partyzantami, z którymi mieli walczyć.
Armia Rządu Reformowanego początkowo była zorganizowana w następujący sposób:
- 1 Okręg Pacyfikacyjny – prowincje Zhejiang i Jiangxi
- 2., 3. i 4 Okręg Pacyfikacyjny – regiony na południe od rzeki Jangcy
- 5 Okręg Pacyfikacyjny – regiony na północ od rzeki Jangcy.

Ponadto w czerwcu 1939 roku utworzono „korpus patrolu wodnego”, który miał za zadanie patrolować wybrzeże i śródlądowe szlaki wodne. Dowodził nim wadm. Xu Jianding, były dowódca Eskadry Jangcy marynarki nacjonalistycznej. Utworzono szkołę policji wodnej, w której uczyło się 150 kadetów pod okiem 30 japońskich i 30 chińskich instruktorów. Jednak formacja dysponowała niewielką liczbą jednostek pływających, na których mogłaby wykonywać swoje zadania. Istniały również plany utworzenia sił powietrznych i zakupu kilku szybowców szkoleniowych z Japonii, jednak plany te nie doczekały się realizacji, gdy w 1940 roku Rząd Reformowany połączył swoje siły zbrojne z formacjami nowo utworzonego Zreorganizowanego Rządu Narodowego Chin jako Armia Nankińska.

## Zreorganizowany Rząd Narodowy (rząd nankiński)

### Armia

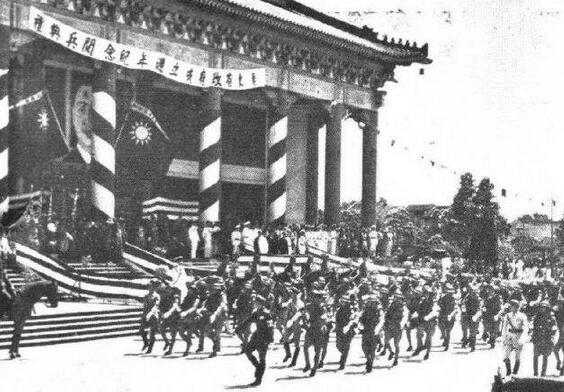
Żołnierze Armii Pokojowego Budowania Narodu podczas parady z okazji pierwszej rocznicy powstania rządu nankińskiego, 1941

Przez cały okres swojego istnienia Zreorganizowany Rząd Narodowy Republiki Chińskiej dysponował siłami, których liczebność, według zachodnich źródeł, szacowano na 300 000 – 500 000. Wang Jingwei początkowo planował utworzyć dwanaście dywizji pod swoim osobistym dowództwem, chociaż większość wojsk rządu nankińskiego pozostawała pod jego nominalną kontrolą przez całą wojnę. Teoretycznie wszystkimi sprawami wojskowymi zarządzała Centralna Komisja Wojskowa, ale w rzeczywistości organ ten miał głównie charakter symboliczny i niewielką władzę. Dowódcy Armii Nankińskiej mogli działać bez większej ingerencji ze strony rządu Wang Jingweia i w wielu przypadkach byli to dawni watażkowie lub byli oficerowie Narodowej Armii Rewolucyjnej Czang Kaj-szeka. Wang początkowo rekrutował swoje oddziały spośród byłych żołnierzy nacjonalistycznych i oddziałów kolaboracyjnych, które wcześniej służyły Rządowi Tymczasowemu i Rządowi Reformowanemu, a które zostały zjednoczone pod jego dowództwem. W „Japońsko-Chińskim Porozumieniu o Sprawach Wojskowych” podpisanym przez Japonię i Zreorganizowany Rząd Narodowy, Japończycy zgodzili się wyszkolić i wyposażyć nieokreśloną liczbę dywizji dla Armii Nankińskiej. Dostarczono im głównie jeńców z armii nacjonalistycznej oraz ich sprzęt wraz z niewielkimi ilościami japońskiej broni.

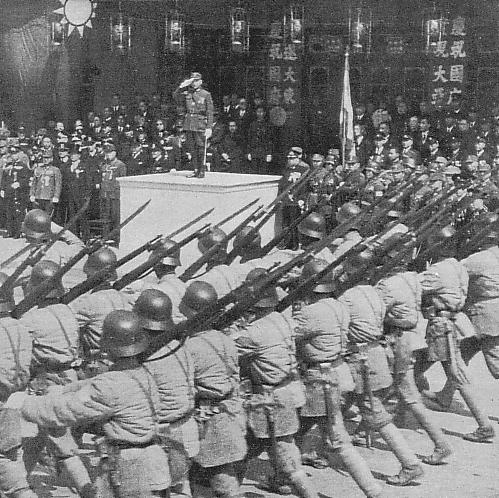
Parada z okazji trzeciej rocznicy powstania rządu w Nankinie, 1943

Ich japońscy doradcy postrzegali armię jako złożoną wyłącznie z piechoty, dostarczając jej jedynie minimalną ilość artylerii i broni pancernej, a nawet to, co otrzymali, było wykorzystywane głównie przez trzy dywizje Gwardii Stołecznej Wanga. Głównym rodzajem artylerii używanym przez Armię Nankińską były średnie moździerze, a dywizje Gwardii używały 31 dział polowych (w tym dział górskich Model 1917). Japończycy dostarczyli też 18 tankietek Typ 94 w 1941 roku, aby reżim Wang Jingweia miał przynajmniej symboliczne siły pancerne. Zapisy wskazują, że Armię Nankińska otrzymała również 20 samochodów pancernych i 24 motocykle. Ponieważ na terytorium kontrolowanym przez rząd w Nankinie znajdowało się niewiele fabryk, musiał on polegać na broni zdobytej na wojskach nacjonalistycznych oraz dostarczonej przez Japończyków. Z tego powodu jakość i ilość broni strzeleckiej używanej przez Armię Nankińską była bardzo zróżnicowana. Dwoma najczęściej używanymi karabinami były karabin Czang Kaj-szeka – chińska wersja niemieckiego Mausera Gew98 – oraz karabin Hanyang 88, choć do armii trafiły również inne rodzaje uzbrojenia. W 1941 roku Japończycy sprzedali chińskim kolaborantom około 15 000 włoskich karabinów Carcano i 30 000 nowych karabinów Arisaka własnej produkcji, które zostały przekazane najlepszym jednostkom Armii Nankińskiej. Używano również różnych modeli karabinów maszynowych, w szczególności zakupionych przez rząd Czang Kaj-szeka jeszcze przed japońską inwazją czechosłowackich lekkich karabinów maszynowych ZB-26, a także dostarczonych przez Japończyków ciężkich karabinów maszynowych Typ 3. Nawet gdy oddziały nankińskie były przyzwoicie uzbrojone, ilość otrzymywanej amunicji była ograniczona, ale później w trakcie wojny reżim nankiński produkował już część sprzętu we własnych fabrykach.

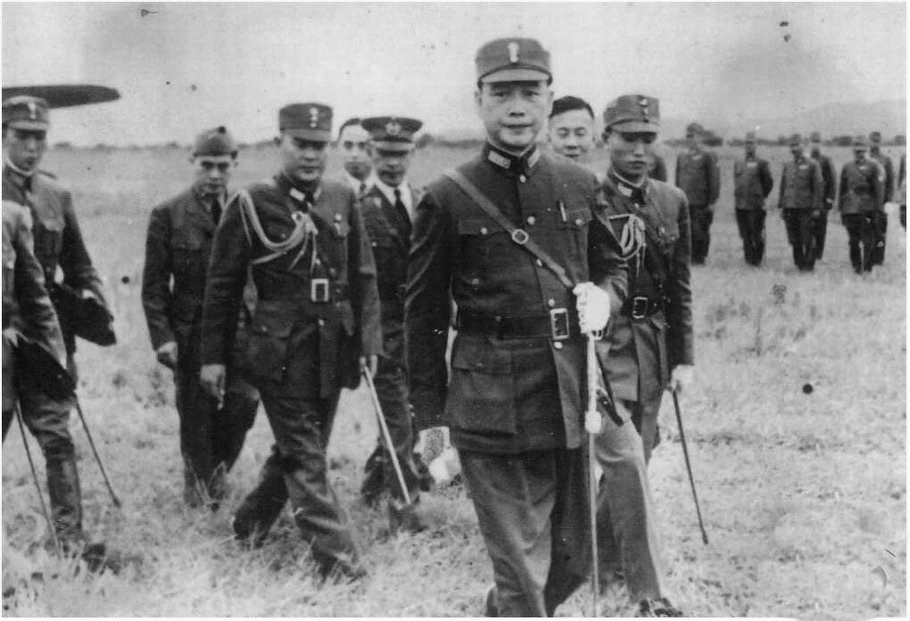
Wang Jingwei z oficerami Armii Pokojowego Budowania Narodu

Wśród osób objętych rekrutacją przez rząd nankiński i Japończyków znaleźli się dawni oficerowie watażków z lat 1911–1928. Ze względu na osobistą lojalność chińskich żołnierzy wobec swoich dowódców, kilku nacjonalistycznych generałów, którzy zdezerterowali, zabrało ze sobą swoje armie. Wiele jednostek Narodowej Armii Rewolucyjnej zdezerterowało na rozkaz Czang Kaj-szeka, aby nie wyniszczać ich w walce z Japończykami i zachować je na późniejszą wojnę z chińskimi komunistami, z którymi, jak słusznie przypuszczał, będzie musiał walczyć po pokonaniu Japonii. W rezultacie Armia Nankińska nigdy nie cieszyła się pełnym zaufaniem ze względu na jej podejrzaną lojalność i dlatego otrzymywała ograniczone ilości ciężkiego uzbrojenia. Jednak pogarszająca się sytuacja wojenna Japonii sprawiała, że okupanci musieli coraz częściej na niej polegać, dlatego jednostki Armii Nankińskiej z czasem otrzymywały lepszy sprzęt. Wojska te były wykorzystywane głównie do ochrony strategicznie ważnych miejsc i walki z komunistycznymi partyzantami. Ponadto utworzono wiele lokalnych jednostek nieregularnych, w tym ochotnicze milicje i straże wiejskie, które formowano głównie w celu zwalczania partyzantów. Jednak ich jakość była bardzo niska ze względu na znikome wyszkolenie i niemal zupełny brak broni palnej, przez co uważano je za mało przydatne.

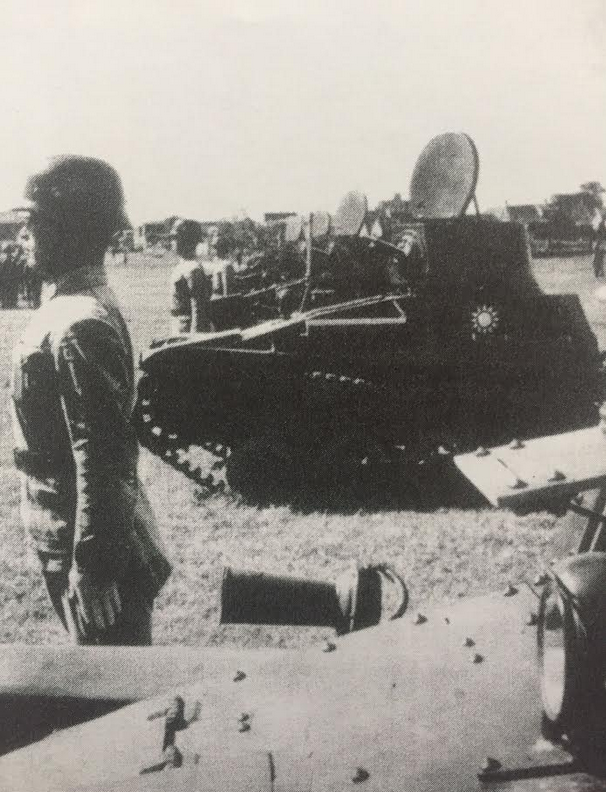
Przekazane przez Japończyków tankietki Typ 94 podczas parady, oznaczone białym słońcem na niebieskim tle na bocznych pancerzach

Jednostki, które Wang Jingwei uznał za najbardziej niezawodne i lojalne, to trzy dywizje Gwardii w Nankinie (około 10 000 ludzi w każdej), 1 Armia Frontowa (około 20 000 żołnierzy) stacjonująca w dolnym biegu rzeki Jangcy oraz Korpus Policji Podatkowej (około 3000 ludzi), powołany osobiście przez Zhou Fohaia i lojalny wobec niego. Dywizje Gwardii Stołecznej powstały z niezależnej brygady utworzonej w maju 1941 roku w Nankinie, którą uznano za rokującą nadzieje i powiększono do rozmiarów dywizji. Wkrótce potem utworzono kolejne dwie dywizje. Jednostki te otrzymały najlepszy sprzęt, broń i umundurowanie, a także osobistą lojalność wobec samego Wanga. Korpus Policji Podatkowej został utworzony w Szanghaju przez ministra finansów Zhou Fohaia dla jego własnej ochrony i był mu winien lojalność, dlatego dążył on do podniesienia jego rangi do poziomu regularnej dywizji Cesarskiej Armii Japońskiej. Jego liczebność wzrosła z 3000 do około 20 000 ludzi. Podobnie jak dywizje Gwardii Stołecznej Wanga, otrzymywali oni najlepsze wyekwipowanie i byli wysoko cenieni jako jedne z najlepszych jednostek reżimu w Nankinie. Później zostali przeniesieni z Szanghaju i byli wykorzystani do walki z partyzantami. Morale i niezawodność przeciętnych jednostek Armii Nankińskiej zależały od ich lokalizacji. Raporty wywiadowcze z 1944 roku wskazują, że jednostki stacjonujące w pobliżu Nankinu i otrzymujące rozkazy od rządu Wanga Jingweia były skuteczniejsze i bardziej zmotywowane niż te, które znajdowały się dalej i były dowodzone przez innych.

#### Organizacja
Standardowa organizacja dywizji Armii Nankińskiej przedstawiała się następująco:
- 1 kompania sztabowa
- 3 pułki piechoty (3 bataliony po 3 kompanie każdy)
- 1 bateria artylerii górskiej
- 1 kompania saperska
- 1 jednostka sygnałowa

Jednak struktura ta była rzadko przestrzegana i występowały różnice w liczebności poszczególnych jednostek. Na przykład niektóre jednostki określane jako „armie” liczyły po kilka tysięcy ludzi, podczas gdy inne zwane „dywizjami” liczyły ponad 6000. W praktyce jedynie elitarne dywizje Gwardii w Nankinie faktycznie odzwierciedlały regulaminową strukturę. W Nankinie zbudowano centralną stację radiową, a w okupowanych Chinach utworzono również mniejsze posterunki przekaźnikowe, aby usprawnić komunikację między sztabem generalnym a jednostkami peryferyjnymi. Do stycznia 1943 roku donoszono, że jednostki w Nankinie i okolicach zostały zorganizowane w „Armię Obrony Metropolii” liczącą około 30 000 ludzi, składającą się z trzech dywizji Gwardii. Raporty z października 1943 roku podawały, że siła Armii Nankińskiej w południowych i środkowych Chinach wynosiła 42 dywizje, 5 samodzielnych brygad i 15 samodzielnych pułków. Informacje dotyczące Armii Nankińskiej są niekompletne, a stworzenie pełnego obrazu ordre de bataille reżimu Wang Jingweia jest niemożliwe. Istniały różne szacunki dotyczące całkowitej liczebności wojsk, wahające się od 300 000 do nawet 683 000.

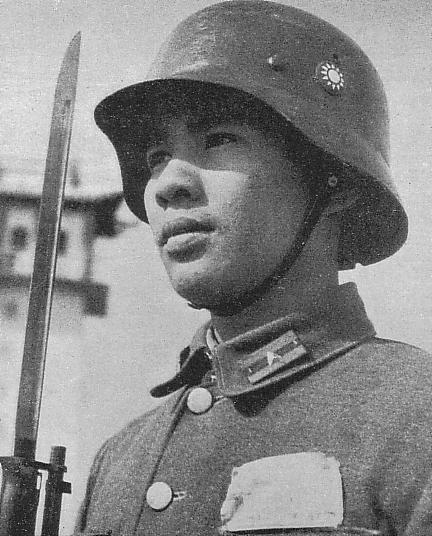
Żołnierz Armii Nankińskiej

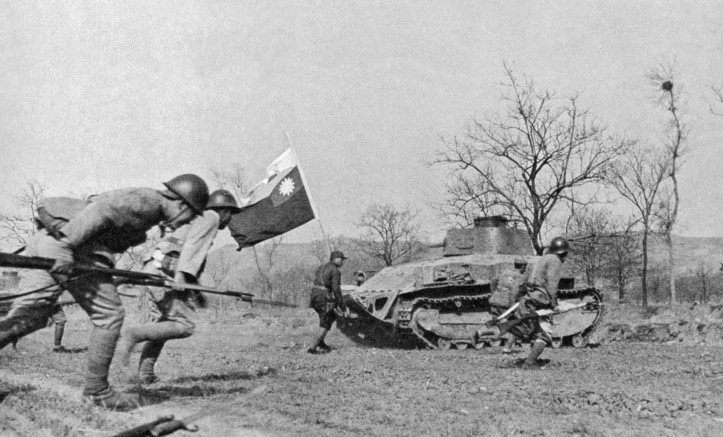
Oddział Armii Pokojowego Budowania Narodu z czołgiem

W rzeczywistości większość sił zbrojnych w północnych Chinach, które były częścią Armii Nankińskiej, podlegała częściowo autonomicznej Radzie Politycznej Północnych Chin, kierowanej przez byłego przywódcę Rządu Tymczasowego Wang Kemina. W 1940 roku donoszono, że łączna liczebność jednostek w północnych Chinach wynosiła 22 pułki, wraz z 8 samodzielnymi pułkami i pułkami szkoleniowymi. W wyniku rekrutacji przeprowadzonej w listopadzie 1940 roku Armia Rady Politycznej Północnych Chin wzrosła z 26 000 do 41 000 ludzi. Liczba kolaborującej policji w regionie wynosiła około 135 000, a lokalnej milicji około 200 000. Po reformie w 1942 roku armia urosła do 30 pułków. Struktura pułkowa Armii Rady Politycznej Północnych Chin przedstawiała się następująco:.
- 3 bataliony piechoty
- 1 kompania karabinów maszynowych
- 1 kompania moździerzy
- 1 oddział kawalerii
- 1 kompania łączności.

Pierwsza akademia wojskowa Armii Nankińskiej została utworzona jeszcze przed rządem, w 1939 roku, w pobliżu Szanghaju, w celu szkolenia sił wcześniejszych rządów marionetkowych. Akademią dowodził początkowo Ye Peng, były oficer armii nacjonalistycznej, a jej kadra liczyła 800 kadetów podzielonych na dwa bataliony. Akademia została wyposażona przez Japończyków w jeden z najlepszych sprzętów, co miało umożliwić szybką rozbudowę Armii Nankińskiej. We wrześniu 1941 roku w Nankinie utworzono Centralną Akademię Wojskową, do której początkowo zapisało się tysiąc kadetów w wieku od 18 do 25 lat. Szkolenie trwało dwa lata, po których kadeci mogli wstąpić do armii jako młodsi oficerowie, a Wang zatrudnił japońskich oficerów rezerwy jako instruktorów. Raporty amerykańskiego wywiadu wskazują, że później utworzyli oni filię Centralnej Akademii Wojskowej w Kantonie oraz kolejną akademię wojskową w Pekinie, która prawdopodobnie służyła do szkolenia oficerów jednostek podległych Radzie Politycznej Północnych Chin.

#### Działania bojowe
Większość zadań podejmowanych przez Armię Nankińską stanowiła warta i służba policyjna na terytoriach okupowanych, w celu umożliwienia oddziałom Cesarskiej Armii Japońskiej walki na ważniejszych frontach. Jednym z jej głównych zadań było zwalczanie komunistycznych partyzantów walczących na terenach okupowanych. Drugim głównym zadaniem było wspieranie japońskich jednostek wojskowych. Informacje na temat dokładnych szczegółów ich działań pozostają niejasne i trudne do znalezienia, wiadomo jednak, że chińscy kolaboranci brali udział w kilku ważnych akcjach podczas wojny zarówno z partyzantami komunistycznymi, jak i Narodową Armią Rewolucyjną. Ich pierwsza duża operacja pacyfikacyjna miała miejsce na wschód i północny wschód od Suzhou w maju 1941 roku. Kolaboranci walczyli wspierając siły japońskie przeciwko komunistycznej Nowej 4 Armii i zadali powstańcom ciężkie straty, po czym wycofali się z tego obszaru. Jesienią operację uznano za sukces. W latach 1941–1944 wojska armii Wanga walczyły wraz z siłami japońskimi w kampanii mającej na celu wyeliminowanie powstańców nacjonalistycznych na obszarze między Hangzhou a rzeką Jangcy. Pod koniec wojny, gdy klęska Japonii była nieunikniona, kilka jednostek Armii Nankińskiej przegrupowało się w regionie dolnego biegu rzeki Jangcy na rozkaz prezydenta Chen Gongbo.
Po kapitulacji Japonii w sierpniu 1945 roku rząd w Nankinie szybko upadł i niewiele jednostek wojskowych pozostało mu lojalnych. Wśród nich byli kadeci Centralnej Akademii Wojskowej, którzy budowali fortyfikacje w Nankinie, po czym wybuchły walki między frakcjami popierającymi Chen Gongbo i Czang Kaj-szeka. Większość jednostek z Nankinu poddała się jednak bez oporu i dołączyła do sił nacjonalistów. Podobno dywizje Gwardii i niektórzy kadeci z Akademii Marynarki Wojennej w Szanghaju wyróżnili się później, walcząc po stronie nacjonalistów podczas chińskiej wojny domowej.

### Marynarka Wojenna

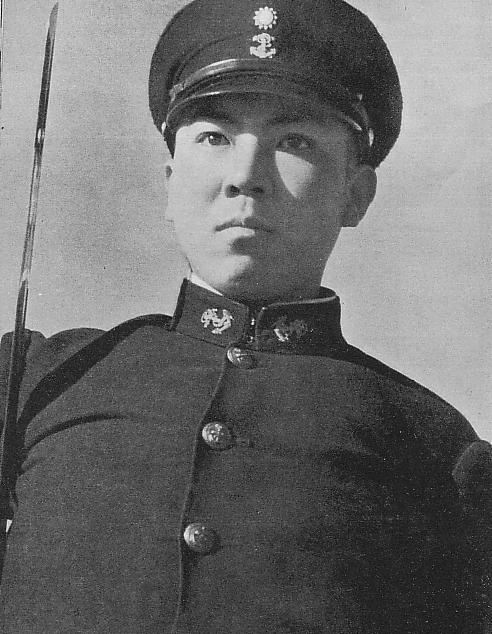
Kadet Akademii Marynarki Wojennej w Szanghaju

Bandera Marynarki Wojennej reżimu nankińskiego (1940–1945)

Marynarka Wojenna Zreorganizowanego Rządu Narodowego została utworzona 13 grudnia 1940 roku przez Japończyków, a uroczystość inauguracyjna odbyła się w Weihaiwei. Wzięli w niej udział wysocy rangą urzędnicy, w tym wiceszef sztabu marynarki wojennej Zhang Xiyuan, a także dowódca japońskich sił morskich operujących w północnych Chinach. Japonia przekazała kolaborantom kilka zdobycznych okrętów marynarki wojennej nacjonalistów, a także kilka baz morskich, w tym Weihaiwei i Qingdao. Istnieją doniesienia, że byłe krążowniki nacjonalistów „Ning Hai” i „Ping Hai” zostały przekazane Marynarce Wojennej reżimu nankińskiego przez Japonię i oddane do służby podczas ceremonii inauguracyjnej, stając się użytecznym narzędziem w rękach propagandy. Były one wykorzystywane do 1943 roku, kiedy to Cesarska Marynarka Wojenna Japonii przejęła je na własny użytek. Do 1944 roku Marynarka Wojenna rządu nankińskiego znajdowała się pod bezpośrednim dowództwem ministra marynarki Ren Yuandao i pełniła głównie służbę patrolową na chińskim wybrzeżu.
W tamtym czasie donoszono, że łączna siła Marynarki Wojennej rządu nankińskiego wynosiła 19 okrętów wojennych, 12 kanonierek, 24 kanonierki specjalne i 6 jednostek badawczych. Od 1942 roku w budowie było również 37 mniejszych jednostek. Marynarka Wojenna obejmowała również dwa pułki piechoty morskiej, jeden z bazą w Kantonie, a drugi w Weihaiwei. Ponadto w Szanghaju utworzono Akademię Marynarki Wojennej. Nowa formacja przyjęła mundury japońskiej Marynarki Wojennej. Marynarze nosili białe bluzy, spodnie i czapki, przy czym bluza miała duży niebieski kołnierz z białą lamówką i wyszytą nazwę statku, na którym służył marynarz, w języku chińskim. Oficerowie nosili białe bluzy i spodnie oraz białą czapkę z daszkiem. Wysocy rangą oficerowie nosili czarne tuniki. Noszono je z czarnymi spodniami i czarną czapką z daszkiem ze złotymi wykończeniami i tkaną naszywką na czapce. Naszywka przedstawiała wieniec ze złotą kotwicą, a nad nim niebieski symbol nieba i słońca.

### Siły Powietrzne

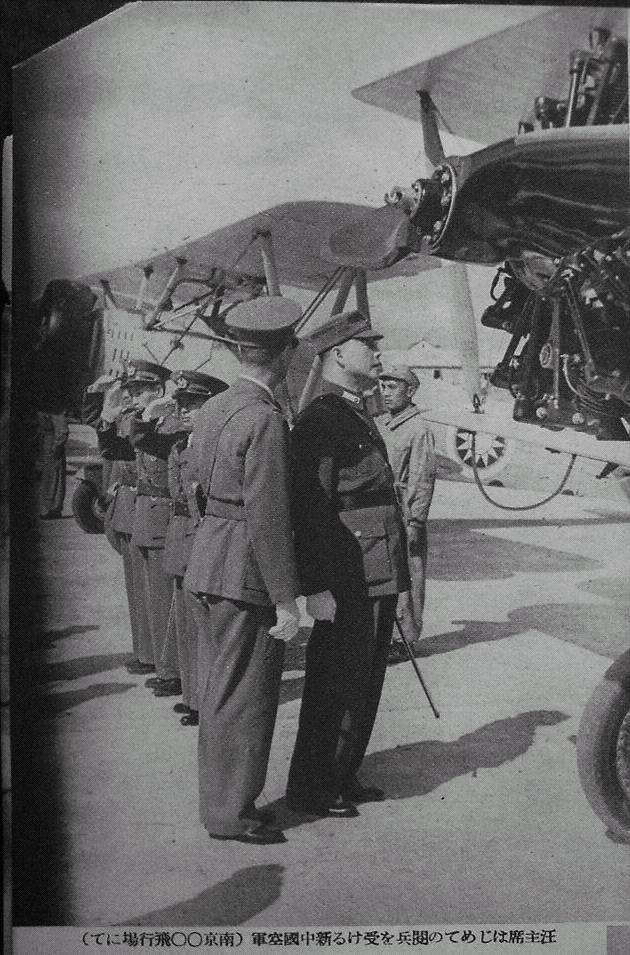
Wang Jingwei dokonuje inspekcji swoich Sił Powietrznych

Znak Sił Powietrznych reżimu nankińskiego

Siły Powietrzne rządu nankińskiego powstały w maju 1941 roku wraz z utworzeniem Szkoły Lotniczej, która przyjęła stu kadetów. Mniej więcej w tym samym czasie otrzymano pierwsze maszyny – trzy samoloty szkoleniowe Ki-9. Japończycy dostarczyli później kolejne Ki-9, jak i bardziej zaawansowane samoloty szkoleniowe Ki-55 w 1942 roku, a także kilka samolotów transportowych, w tym Fokker Super Universal jako osobisty środek transportu Wang Jingweia oraz kilka średnich samolotów transportowych Ki-57 i lekkich Ki-54c. Oprócz nich, były również samoloty transportowe L2D3 i ośmioosobowe Ki-34. Wang Jingwei planował rozbudowę sił powietrznych i utworzenie eskadry myśliwskiej z kilkoma myśliwcami Ki-27. Japończycy nie ufali jednak Siłom Powietrznym rządu nankińskiego na tyle, by przekazać im jakiekolwiek samoloty bojowe, obawiając się, że piloci wraz z nimi przejdą na stronę nacjonalistów. Morale w formacji było podobno niskie, a wielu pilotów Sił Powietrznych reżimu nankińskiego nawiązało kontakt z wywiadem nacjonalistów. Doszło również do kilku dezercji pilotów, choć ich dokładna liczba nie jest znana.
Jedynym samolotem ofensywnym, jakim dysponowały Siły Powietrzne reżimu nankińskiego, były dwa bombowce Tupolew SB, których piloci zdezerterowali i przeszli na stronę Kuomintangu. We wrześniu 1940 roku zdezerterowała wraz z maszyną druga załoga pod dowództwem kpt. Zhanga Diqina, z porucznikami Tangiem Houlianem i Liangiem Wenhuyem na pokładzie. Za dezercję otrzymali oni od rządu Czang Kaj-szeka znaczną nagrodę pieniężną.
Zaprojektowano zupełnie nowy mundur dla Sił Powietrznych rządu nankińskiego, ale był on ograniczony do oficerów na stanowiskach dowódczych. Składał się on z czapki z daszkiem w kolorze khaki, wełnianej kurtki z rozpiętym kołnierzem, noszonej z białą koszulą i czarnym krawatem, a także wełnianych spodni w kolorze khaki, noszonych ze skórzanymi butami. Czapka z daszkiem miała złoty pasek i złoty tkany emblemat z umieszczonym na wieńcu śmigłem ze skrzydłami.

### Policja
Japończycy utworzyli różne lokalne jednostki policji i milicji, aby utrzymać porządek w okupowanych Chinach. Wiele z tych organizacji otrzymało nazwy takie jak „komitet pacyfikacyjny” lub inne. W północnych Chinach działało 63 000 lokalnych funkcjonariuszy policji, czyli około 130 na dystrykt. Ponadto istniała wewnętrzna policja bezpieczeństwa, licząca 72 000 ludzi, czyli około 200 na dystrykt, choć jej rola była niejasna. Źródła podają, że milicje w północnych Chinach osiągnęły łączną liczebność około 200 000, choć były bardzo słabo uzbrojone. Inne milicje obejmowały straż wiejską i ochotniczą, zwaną zbiorowo „Korpusem Utrzymania Pokoju”.
W Szanghaju Rząd Wielkiej Drogi utworzył własną policję, aby utrzymać porządek publiczny w mieście po wycofaniu się Narodowej Armii Rewolucyjnej po bitwie o Szanghaj. Pierwsza kolaboracyjna policja została utworzona pod dowództwem Zhanga Songlina, byłego dowódcy policji prowincji Jiangsu. Podatki pobierano od importu i eksportu, aby zapewnić finansowanie dla tej nowej siły. Ta nowa szanghajska policja przyjmowała każdego chętnego, w tym przestępców zwolnionych z więzień przez wycofujących się nacjonalistów, dlatego Japończycy uważali ją za całkowicie niewiarygodną. Odnotowano, że formacja popełniła wiele przestępstw, a jej funkcjonariusze okradali obywateli z pieniędzy, ponieważ nie wypłacano im prawie żadnych wynagrodzeń. Policja często przymykała oczy na występki popełniane przez pospolitych przestępców w zamian za łapówki. Wysiłki mające na celu poprawę jej wyników obejmowały utworzenie kursu szkolenia kadetów, który przyjął 300 chętnych. Początkowo policja szanghajska liczyła 64 ludzi tuż po jej utworzeniu w 1938 roku, a do lutego 1939 roku miała już na służbie 6125 funkcjonariuszy i miała 11 komisariatów, 5 posterunków oraz 8 jednostek specjalnych, w tym centrum szkoleniowe, korpus policji rzecznej i szpital. Policja w Szanghaju kontynuowała swoją działalność po utworzeniu rządu Wang Jingweia i rozwiązaniu władz miejskich Rządu Wielkiej Drogi, a w styczniu 1941 roku jej liczebność wzrosła do 7501 osób.
W Pekinie zorganizowano również Dowództwo Żandarmerii.

## Stopnie

### Oficerowie
| Grupa                    | Generałowie              | Oficerowie starsi        | Oficerowie starsi        | Oficerowie starsi        | Oficerowie starsi        | Oficerowie starsi | Oficerowie starsi | Oficerowie starsi | Oficerowie starsi | Oficerowie starsi | Oficerowie młodsi | Oficerowie młodsi | Oficerowie młodsi | Oficerowie młodsi | Oficerowie młodsi | Oficerowie młodsi | Oficerowie młodsi | Oficerowie młodsi | Oficerowie młodsi | Oficerowie młodsi | Oficerowie młodsi | Oficerowie młodsi | Oficerowie młodsi |
| ------------------------ | ------------------------ | ------------------------ | ------------------------ | ------------------------ | ------------------------ | ----------------- | ----------------- | ----------------- | ----------------- | ----------------- | ----------------- | ----------------- | ----------------- | ----------------- | ----------------- | ----------------- | ----------------- | ----------------- | ----------------- | ----------------- | ----------------- | ----------------- | ----------------- |
| Armia Nankińska          |                          |                          |                          |                          |                          |                   |                   |                   |                   |                   |                   |                   |                   |                   |                   |                   |                   |                   |                   |                   |                   |                   |                   |
| 特級上將 Tèjí shàngjiàng | 特級上將 Tèjí shàngjiàng | 一級上將 Yījí shàngjiàng | 一級上將 Yījí shàngjiàng | 二級上將 Èrjí shàngjiàng | 二級上將 Èrjí shàngjiàng | 中將 Zhōngjiàng   | 中將 Zhōngjiàng   | 少將 Shàojiàng    | 少將 Shàojiàng    | 上校 Shàngxiào    | 上校 Shàngxiào    | 中校 Zhōngxiào    | 中校 Zhōngxiào    | 少校 Shàoxiào     | 少校 Shàoxiào     | 上尉 Shàngwèi     | 上尉 Shàngwèi     | 中尉 Zhōngwèi     | 中尉 Zhōngwèi     | 少尉 Shàowèi      | 少尉 Shàowèi      | 准尉 Zhǔnwèi      | 准尉 Zhǔnwèi      |

### Pozostałe stopnie
| Grupa           | Podoficerowie | Podoficerowie | Podoficerowie         | Szeregowcy         | Szeregowcy         | Szeregowcy |
| --------------- | ------------- | ------------- | --------------------- | ------------------ | ------------------ | ---------- |
| Armia Nankińska |               |               |                       |                    |                    |            |
| 上士 Shàngshì   | 中士 Zhōngshì | 下士 Xiàshì   | 上等兵 Shàngděng bīng | 一等兵 Yīděng bīng | 二等兵 Èrděng bīng |            |

## Inne jednostki wojskowe
Istniało wiele innych jednostek kolaboracyjnych działających w pozostałych częściach Chin pod okupacją Japończyków. Najbardziej znane były siły zbrojne odrębnego marionetkowego państwa Mandżukuo, a także mniejsze jednostki, takie jak Armia Wschodniego Hebei (działająca w latach 1935–1937, później połączona z Armią Rządu Tymczasowego)  oraz Armia Mongolii Wewnętrznej, działająca głównie w marionetkowym państwie Mengjiang (które zostało utworzone jako autonomiczny region Zreorganizowanego Rządu Narodowego, ale de facto było niezależnym organizmem państwowym).